# Шеффілд (Пенсільванія)
Шеффілд (англ. Sheffield) — переписна місцевість (CDP) в США, в окрузі Воррен штату Пенсільванія. Населення — 1011 особа (2020).

## Географія
Шеффілд розташований за координатами 41°42′3″ пн. ш. 79°1′47″ зх. д. / 41.70083° пн. ш. 79.02972° зх. д. (41.700947, -79.029695).  За даними Бюро перепису населення США в 2010 році переписна місцевість мала площу 4,60 км², уся площа — суходіл.

## Демографія
Згідно з переписом 2010 року, у переписній місцевості мешкали 1132 особи в 481 домогосподарстві у складі 314 родин. Густота населення становила 246 осіб/км².  Було 563 помешкання (122/км²).
Расовий склад населення:
| - 99,3 % — білих - 0,2 % — азіатів - 0,1 % — чорних або афроамериканців |

До двох чи більше рас належало 0,4 %. Частка іспаномовних становила 0,2 % від усіх жителів.
За віковим діапазоном населення розподілялося таким чином: 22,1 % — особи молодші 18 років, 59,0 % — особи у віці 18—64 років, 18,9 % — особи у віці 65 років та старші. Медіана віку мешканця становила 43,2 року. На 100 осіб жіночої статі у переписній місцевості припадало 100,7 чоловіків;  на 100 жінок у віці від 18 років та старших — 96,9 чоловіків також старших 18 років.
Середній дохід на одне домашнє господарство  становив 48 636 доларів США (медіана — 38 750), а середній дохід на одну сім'ю — 56 448 доларів (медіана — 52 250). Медіана доходів становила 46 250 доларів для чоловіків та 35 398 доларів для жінок. За межею бідності перебувало 21,0 % осіб, у тому числі 35,8 % дітей у віці до 18 років та 17,4 % осіб у віці 65 років та старших.
Цивільне працевлаштоване населення становило 546 осіб. Основні галузі зайнятості: освіта, охорона здоров'я та соціальна допомога — 21,2 %, будівництво — 14,5 %, роздрібна торгівля — 10,6 %, виробництво — 9,2 %.